# 太平輪沈没事故

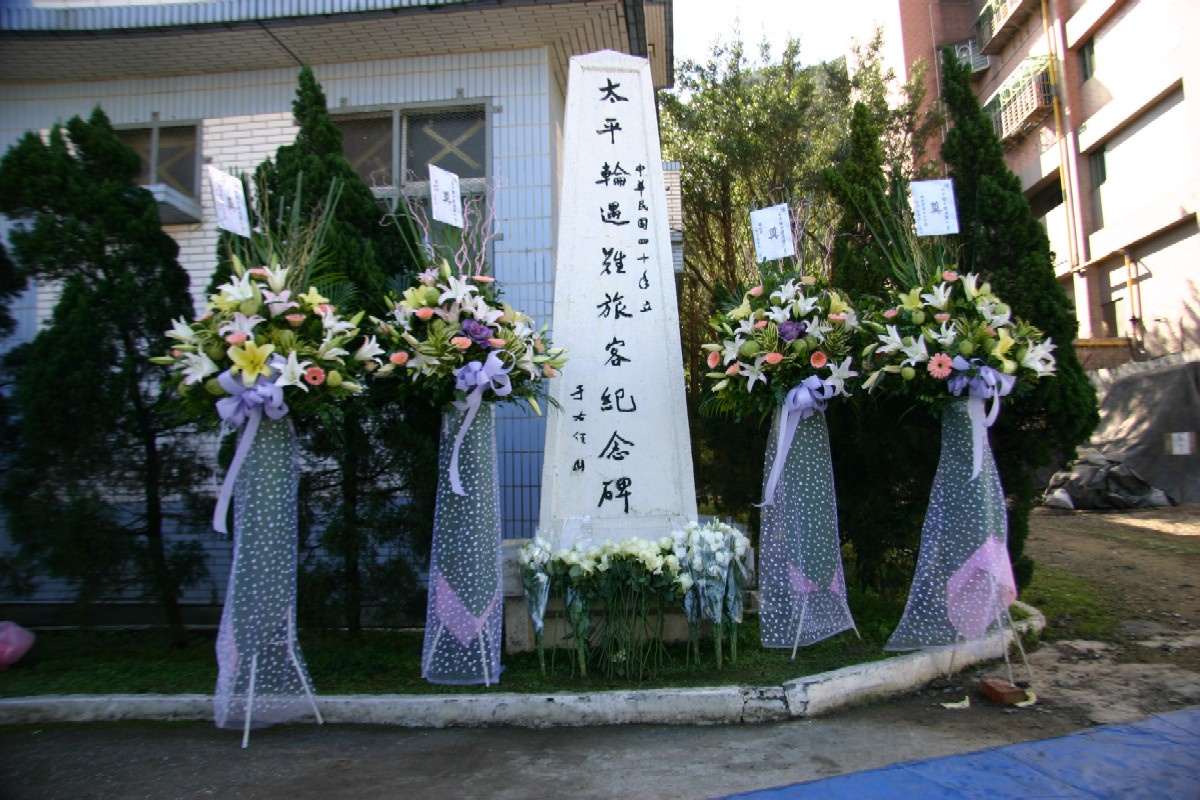
台湾基隆市にある慰霊碑

太平輪沈没事故（たいへいりんちんぼつじこ）は1949年1月27日に発生した海難事故である。中華民國中聯企業公司の客船太平輪が上海から基隆市に向けて夜間航行中に過積載（2093トン）と航海灯の無灯火により、舟山群島海域の白節山（簡体字：白节山）付近で石炭や木材を運搬中の貨物船建元輪と衝突し、両船とも沈没した。太平輪に乗っていた1000人が死亡した。オーストラリア軍艦が34人を、舟山群島の漁師が登録されていない人々（未記名人員）を救助したが、生存者は合わせて50人だった。この事故は、中国のタイタニック号沈没事故と呼ばれる。

## 太平輪
太平輪は中聯企業公司の豪華客船であり、排水量は総トン数2489トン、由周曹裔在上海所が管理していた。

## 事故の背景
国共内戦後期に多くの難民が中国大陸から脱出しようとした。これらの人々は金塊と交換したり人間関係によりすでに満員の太平輪に乗船した。1949年1月27日（中国暦除夕の前日）、太平輪は午前10時（現地時間）に出発予定だったが中華民国中央銀行の銀元の積み込み（裝運）を待ったため、出発時刻は午後4時18分になった。太平輪には計1000人の乗客（乗船券を持つ乗客508人、船員124人、乗船券を持たない乗客約300人）が乗船しており、また条鋼（鋼條）600トン、東南日報の印刷機・新聞紙100トン以上、中華民国中央銀行の重要書類1317箱、迪化街が予約購入した南北貨などの重量貨物を積載していた。

## 事故の経過
1949年1月27日、太平輪は中華民国上海市から基隆市へ向けて、夜間外出禁止令を避けるため、航海灯を消灯して夜間航行中、同日深夜23時45分、舟山群島海域の白節山付近（北緯30°25'、東経122°）で、基隆市を出発した2700トンの石炭や木材を積んだ建元輪と衝突した。船体の中央部に衝突された建元輪はすぐに沈没し、船にいた72人が溺死し、3人が太平輪に救助された。太平輪はその後も航行を試みたが衝突時の船体の破損により浸水、衝突の45分後（1月28日0時30分）に沈没した。1000人以上の乗客・船員は全て海に投げ出され、その殆どが冬の低い気温の中で凍死または溺死した。
1月28日早朝、オーストラリア軍艦が事後現場付近の海域を通りかかり、35人（男性30人、女性5人、男性の中に太平輪の船員2人を含む）の乗客を救助した。ただし、冬の海に長時間いたため、救助された乗客のうち女性1人が衰弱のため死亡した。オーストラリア軍艦の記録によると、最終的に救出した生存者は34人（男性30人、女性4人）だった。また、舟山群島の漁師が複数の乗客を救出したが、救助者の詳細は記録されていないので不明である。これらを合わせて生存者は約50人前後だった。犠牲者の中には台湾国立音楽院へ向かっていた音楽家呉伯超、前遼寧省主席徐箴、野球評論家張昭雄の父張生、刑事鑑定専門家李昌鈺の父李浩民などを含む多くの有名人や富商がいた。

現在上海市档案館に当時の記録が残っている。
| 「 | 太平（輪）十一点過白節灯山，十二時半又回白節灯山辺沈没。 太平（輪）十一点四十五分發求救信号……両船相撞処約在白節山東南二海里。 | 」 |

また、档案館のファイルに添えられた手書きの略図は、北東から南西へ向かっていた太平輪が白節山より南で建元輪と衝突し、白節山へ着岸させる途中で沈没したことをはっきりと示している。
太平輪が沈没した後、海上には大量の宝飾品や佛像牌位、木箱入りの文書・綿花などが浮いており付近の漁師は驚いた。

## 事故後
- 中華民国上海臨時法院の判決により中聯企業公司に賠償が命じられたが、その後すぐに上海は中国人民解放軍に占領され[要出典]賠償金額は天文学的数字となった。さらに悪いことに、太平輪の保険会社の「上海華泰保険公司」が事故直後に倒産を宣言したため中聯企業公司自身が賠償の責任を負わなければならなくなった。中聯企業公司は最終的に倒産した。中聯企業公司所有の別の2隻の蒸気船は高雄港に係留されていたがすべて朽ち果てた。
- 1951年、基隆港の東16埠頭の海軍基隆後勤支援指揮部内に于右任が題字を記した「太平輪遇難旅客紀念碑」が建っている。
- 2004年11月、民進党族群事務部が鳳凰衛視と協力してドキュメンタリー 《尋找太平輪》を撮影した。
- 2012年4月2日～4日、旺旺中時媒体集団長天傳播製作のドキュメンタリー《驚濤太平輪：1949東方鐵達尼號沈船之謎》が中天新聞台で一般公開された。司会を陳文茜が、説話を金士傑が務めた。
- 2012年4月14日、《驚濤太平輪》のプロデューサーの洪慧真が黄洛斐の《驚濤太平輪》の批評に反論した[9]。

## 61周年記念海祭
最初の海峡両岸の太平輪沈没事故の遺族による海祭式典が長天傳播代表の洪慧真と「太平輪一九四九」の作者の張典婉によって行われた。
海祭は半年以上計画されてきたが天候要因が船舶の出航に影響し、また生存者や遺族の大半は70歳以上の高齢者であるため安全を第一に考えて当初の開催日の2日後に開催された。 
2010年5月25日午前7時、舟山諸島の嵊泗港を出発した海祭用の船舶が太平輪沈没地点─白節山海域へ到着し洪慧真が式典を主催のもと、遺族やその親戚や友人が沈没地点に千本の白菊の花や遺族の一人の黄似蘭氏が準備してきた千羽の折り鶴を供え犠牲者への哀悼や記念の意を表現した。
それから生存者がオーストラリア軍艦に救出された場所へ行き、遺族やその親戚や友人が海祭に参加した生存者─葉倫明氏と王兆蘭氏とともに50本の赤いバラを供え、生存者の祝福や重生の意を表現した。 
式典終了後、同日正午ごろ嵊泗港に戻り海祭は無事に終了した。
而發起人之一張典婉，因海祭時間延後，與原訂行程衝突，惋惜無法參與當天海祭儀式，缺席的她也向白節山海域方向遙寄祝福。

## 犠牲者
- 刑事鑑定專家・李昌鈺の父親、李浩民
- 音楽教育家・呉伯超
- 海南受降代表・王毅将軍
- 台北清真寺創立者・常子春と妻子・親族11人
- 山西籍国民大会代表・邱仰濬
- 総統府機要室主任・毛慶祥の2人の息子
- 蒋経国がロシアにいた時の友人兪済虞
- 中華民国遼寧省主席（1948年辞任）徐箴
- 党員通信局局長・葉秀峯の一人息子

## 映画
この事故を題材とした映画『The Crossing ザ・クロッシング Part I』（原題：太平輪）、『The Crossing ザ・クロッシング Part II』（原題：太平輪 彼岸）がジョン・ウーの監督で製作され、『Part I』が2014年12月に中国および台湾にて公開された。日本人では、長澤まさみや黒木瞳が出演している。台湾では興行収入が好調だったが、中国では大コケして酷評された。『Part II』は2015年7月に中国で公開されたが、やはり同様に不振で興行的に苦戦した。日本ではそれぞれ、2019年6月7日・14日に公開された。